# Gli uomini della notte
Gli uomini della notte (Outside the Law) è un film del 1930 scritto, prodotto e diretto da Tod Browning. Rifacimento sonoro de Il fuorilegge, versione muta, diretta da Browning nel 1920, con Priscilla Dean e Lon Chaney. Quest'ultimo avrebbe potuto interpretare anche questa nuova versione ma ne fu impedito dalla malattia, il cancro alla gola che lo avrebbe portato alla morte il 26 agosto di quello stesso anno.

## Trama
Harry 'Fingers' O'Dell progetta una rapina da mezzo milione di dollari in una banca che si trova nel territorio del boss Cobra Collins.

## Produzione
La lavorazione del film, prodotto dall'Universal Pictures, iniziò il 21 maggio 1930. Per il sonoro, fu usato il sistema Movietone.

## Distribuzione
Il copyright del film, richiesto dalla Universal Pictures Corp., fu registrato il 2 agosto 1930 con il numero LP1517.
Distribuito dall'Universal Pictures, il film uscì nelle sale cinematografiche statunitensi il 18 settembre 1930 presentato da Carl Laemmle.

### Date di uscita
IMDb
- USA	18 settembre 1930
- Austria	1933
- Germania	1933

Alias
- Sirenen um Mitternacht 	Austria / Germania
- De laglösas lag	Svezia
- Fuera de la ley	Spagna
- Les Révoltés	Francia